# 由良國繁
由良國繁（1550年—1611年2月15日）是日本戰國時代至江戶時代前期的武將。父親是由良成繁。通稱六郎、新六郎。

## 生平
在天文19年（1550年）出生，家中長男。幼名國壽丸。天正6年（1578年），在父親成繁死去前後期間繼承家督，成為由良氏第9代當主。同年，越後爆發御館之亂。天正7年（1580年），北條氏政和武田勝賴的同盟解除，武田氏與佐竹氏、里見氏結成同盟，上州成為主戰場。
由良氏由父親成繁一代，從上杉氏轉向後北條氏，國繁和弟弟長尾顯長與北條氏結交，不過亦與佐竹氏連絡（『紀伊國藩中古文書十二』），北條氏政向北條氏邦送出的書狀中，有「由良氏和長尾氏已以佐竹一方的身份出兵。如此，上州成為勝賴之物，我方最終會滅亡」（由良氏と長尾氏が佐竹方として出兵した。このままでは上州は勝頼のものとなり、当方終には滅亡となる）的慨嘆（『木村孫平氏所藏文書』）。
不過在天正8年（1580年），返回北條一方，同年9月，佐竹義重攻撃長尾顯長的館林城（『彦根藩井伊家文書』），同月20日，與義重合流的勝賴在小泉（富岡秀高領地）、館林（顯長領地）、新田（國繁領地）放火，並攻陷膳城。
天正10年（1582年），甲斐武田氏被織田氏攻滅後，國繁兄弟與其他上野國人眾同様，仕於織田信長的重臣瀧川一益，不過信長在同年的本能寺之變中死去，6月20日，在神流川之戰中以瀧川一方的身份戰鬥（『神流川合戰記』），不過因為一益敗北，於是投向北條方（『松平義行氏所藏文書』）。
天正11年（1583年）9月，攻陷背叛北條氏的北條高廣的厩橋城後，國繁兄弟因為祝辭而向厩橋城的北條氏直出仕。此時氏直為了攻擊佐竹氏，提出借用金山城和館林城，兄弟二人都答應，不過因為對此反對的家臣擁立國繁的母親妙印尼並死守城池，於是兄弟二人被幽禁在小田原城（『石川忠總留書』）。守城軍與佐竹義重、佐野宗綱連結，攻擊北條方小泉城的富岡秀長，不過在同年冬天因為北條方的攻勢，城池被攻下。
天正13年（1585年）正月，金山城、館林城依照當初的預定，讓渡予北條氏照，兄弟二人的知行得到保證，國繁把本據移至柄杓山城（桐生城），顯長則把本據移至足利城，不過因為投向北條方的黑熊中城阿久澤氏等人獨立，實質上領土減少。天正14年（1586年）正月，顯長殺死佐野宗綱，並向北條氏請求領有佐野的領地，不過佐野的領地最後交給北條氏忠。天正15年（1587年），國繁兄弟終於通過佐竹義重，背離北條氏直，不過在天正16年（1588年）降伏，桐生城和足利城被破棄，兄弟二人被移至小田原。
天正18年（1590年），豐臣秀吉發動小田原征伐，兄弟二人被迫留在小田原城中，嫡男貞繁和母親妙印尼投向秀吉並立下功績，於是在後北條氏滅亡後，沒有被問罪，並仕於秀吉。戰後，妙印尼受秀吉保證常陸牛久5千4百餘石所領（堪忍分），而國繁成為繼承人。在秀吉死後，仕於德川家康。在關原之戰中被命令守備江戶城。戰後，加增下總相馬郡內1千6百餘石，合計領有7千餘石知行。
在慶長16年（1611年）死去。享年61歲。繼承人是貞繁。